# Альба, Хакобо Фитц-Джеймс Стюарт (1821)
Дон Хакобо Фитц-Джеймс Стюарт и Вентимилья (исп. Jacobo Fitz-James Stuart y Ventimiglia; 3 июня 1821, Палермо — 10 июля 1881, Мадрид) — крупный испанский аристократ и гранд, 15-й герцог де Альба, 8-й герцог де Лириа-и-Херика, 8-й герцог Бервик и 13-й герцог де Уэскар (1835—1881). Кавалер Орденов Золотого Руна и Калатравы. Парламентарий и дипломат.

## Биография
Старший сын Карлоса Мигеля Фитц-Джеймса Стюарта и Сильвы (1794—1835), 7-го герцога де Лириа-и-Херика и 7-го герцога Бервик (1795—1835), 14-го герцога Альба-де-Тормес и 12-го герцога Уэскара (1802—1835), и Розалии Вентимилья и Монкада (1798—1868), принцессы ди Граммонте.
Получил образование в университете Саламанки, затем в Военной академии в Толедо, где получил чин лейтенанта пехоты. В 1855 году в звании полковника командовал корпусом на Кубе.
Герцог Хакобо Фитц-Джеймс Стюарт был послом Испании в Риме (1858) и Дрездене (1865). В 1870—1876 годах — секретарь испанского посольства в Персии. Позднее он также был наставником короля Испании Альфонса XII (1874—1885).
10 июля 1881 года 60-летний герцог Хакобо Фитц-Джеймс Стюарт скончался в Мадриде. Его титулы и владения унаследовал сын Карлос Мария Фитц-Джеймс Стюарт и Палафокс (1849—1901), 16-й герцог Альба.

## Семья и дети
14 февраля 1848 года он женился в Мадриде на Марии Франсиске Палафокс Портокарреро-и-Киркпатрик (1825—1860), 12-й герцогине Пеньяранда, дочери Киприано Палафокса и Портокарреро (1784—1839), графа де Тебо и де Монтихо, и Марии Мануэлы Киркпатрик (1794—1879). Она была старшей сестрой Евгении де Монтихо (1826—1920), императрицы франции и супруги Наполеона III.
У супругов было трое детей:
- Карлос Мария Фитц-Джеймс Стюарт и Палафокс (4 декабря 1848 — 15 октября 1901), 16-й герцог де Альба (1881—1901). Женат на Марии дель Росарио Фалко и Осорио, 12-й графине де Сируэла.

- Мария Асунсьон Фитц-Джеймс Стюарт и Палафокс (17 августа 1851 — 14 сентября 1927), 3-я герцогиня де Калистео (с 1871). Жена Хосе Месиа Пандо, мэра Мадрида и 4-го герцога де Тамамес.

- Луиза Мария Фитц-Джеймс Стюарт и Палафокс (19 октября 1853 — 9 февраля 1876), 19-я герцогиня де Монторо, жена Луиса Фернандеса де Кордобы и Переса де Баррадаса, 16-го герцога Мединасели.